# Site archéologique de Ngongo Mbata

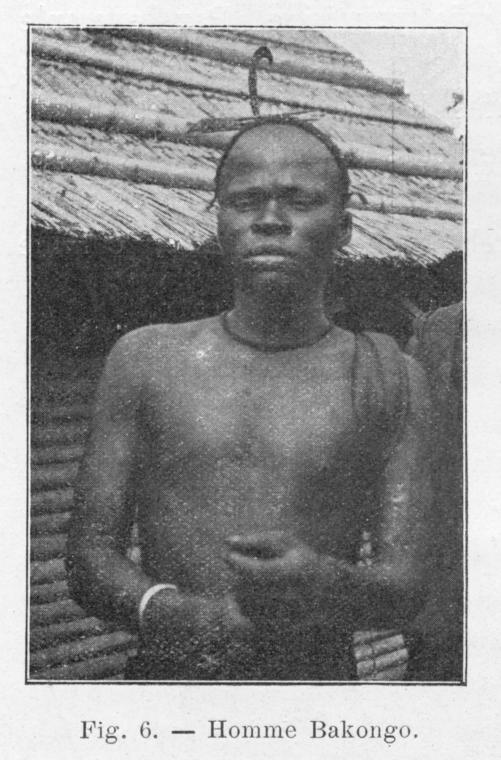
Homme d'un village du royaume Kongo

Le site archéologique de Ngongo Mbata est un site archéologique identifié en République démocratique du Congo, dans l'actuelle province du Kongo central, à proximité de la rivière Inkisi et de la frontière angolaise, et fouillé à plusieurs reprises au cours des XXe et XXIe siècles, notamment en 1938 et de 2012 à 2014,.
Mbanza Mbata était l'ancienne capitale du Duché de Mbata faisant partie de l'ancien royaume Kôngo. Les ruines de Mbanza Mbata, retrouvées en 1938, se trouvent sur le plateau appelé Mbanza Mbata Kia Madiadia, près du village de Ngongo Mbata,.
Le site, occupé à partir de la fin du XVIe siècle, comprend notamment les fondations d'une église en pierre construite au XVIIe siècle et les sépultures de défunts appartenant à l'élite locale (et notamment un grand nombre de pipes en terre cuite).

## Histoire
En 1584, Mbanza Mbata est signalée par des missionnaires carmélites comme la seconde ville du royaume après Mbanza Kongo,. La première mention de Ngongo Mbata se trouve dans un rapport de 1596 sur une visite de l'inquisition espagnole. Andrew Battell, un marchand et explorateur anglais, visita à la fois Ngongo Mbata et Mbanza Mbata vers 1603. Vers 1611, le marchand Sardinha mentionne Ngongo Mbata comme étant la région d’origine depuis dix ans des tissus de raphia utilisés comme monnaie à Luanda. Plusieurs textes du XVIIe siècle mais aussi du XVIIIe siècle témoignent du grand marché qui se trouvait à Ngongo Mbata et où résidaient et exerçaient des marchands européens notamment, des Portugais, des Hollandais, des Allemands et des Anglais.
Les cartes du XVIe siècle ne signalèrent pas la position d'un « Batta » avant la publication de Pigafetta (Le royaume de Congo [Kongo] et les contrées environnantes, 1591). Étant donné la faible qualité de cette carte, il est impossible de correctement situer Mbanza Mbata. Il faut attendre 1650, pour identifier sur une carte de Johannes Jansson deux localités, l’une, clairement Mbanza Mbata libellé comme « Batta » comme en 1591, l’autre « Congo de Batta » comme dans les textes du début du XVIIe siècle, le Ngongo Mbata d’aujourd’hui.
En 1652, le P. Georges de Geel (ou Joris Van Gheel), missionnaire capucin d'origine belge, y aurait été enterré dans une église après avoir été grièvement blessé, battu et lapidé au village d'Ulolo à environ 40 kilomètres au sud - ouest, lorsqu'il avait voulu s'opposer à l'activité du Kimpasi en faisant brûler des « fétiches, ».

## Fouilles

### Anciennes fouilles de 1938
Les premières recherches archéologiques débutèrent en 1938 et se développèrent en trois phase.
La première recherche s'est déroulée du 20 août au 10 septembre sous la direction de Georges Schellings. La deuxième fouille eut lieu du 31 octobre au 20 décembre 1938 sous la direction de Maurits Bequaert du MRAC. Et la troisième s'est produit du 25 septembre au 15 octobre 1942 encore sous la direction de Georges Schellings. Ces recherches avaient pour objectif de retrouver la tombe du missionnaire capucin Georges de Geel. Deux prêtres belges découvraient en 1937 un bâtiment en pierre interprété par la suite comme étant l'église de Ngongo Mbata du XVIIe siècle.

### Nouvelles fouilles de 2013 à 2015
Du 22 au 26 août 2012, une première visite sur les lieux en compagnie du chef du village moderne de Ngongo Mbata permettait de détrousser l'intérieur et la périphérie de l'église, d'installer trois tranchées de sondage de 2m2 au nord, à l'ouest et au sud de l'église. La tranchée au sud de l’église générait le début du plan d’une maison quadrangulaire dont les embases de pierre étaient conservées sous la terre arable. Cette tranchée sud est devenue la tranchée 1 en 2013, après l’exécution de 58 sondages sur une grille de 50 mètres partout autour de l’église.

## Géographie, géologie et milieu physique du site
Le site de Ngongo Mbata se trouve sur la partie occidentale du plateau de Sabala culminant à 823 mètres d'altitude. En 2013, la surface habitée du site archéologique s'étendait sur 600 mètres d'ouest en est et 400 mètres du nord au sud, soit sur environ 17 hectares.
Le plateau de Sabala est un vaste plateau ondulé divisé par le cours de la rivière Inkisi selon un axe sud-est et nord-ouest. Tous ses points culminants dépassent 800 mètres.

### Végétation ancienne et actuelle du site archéologique
La végétation du site il y a 2 000 ans était une forêt ouverte avant de devenir une savane arborée.